# Munna acanthifera
Munna acanthifera är en kräftdjursart som beskrevs av Hansen 1916. Munna acanthifera ingår i släktet Munna och familjen Munnidae. Inga underarter finns listade i Catalogue of Life.